# Amblyderus

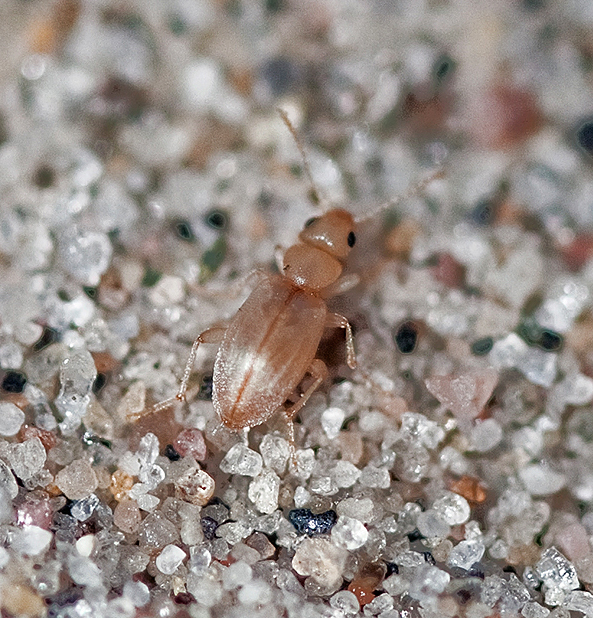
Amblyderus

Amblyderus is een geslacht van kevers van de familie snoerhalskevers (Anthicidae).

## Soorten
- A. albicans Casey, 1895
- A. bigibber Bonadona, 1988
- A. brincki Bonadona, 1988
- A. brunneus Pic, 1893
- A. granularis (LeConte, 1850)
- A. laxatus Bonadona, 1964
- A. longidentatus Pic & Hawkins, 1957
- A. longipilis Pic, 1931
- A. mitis van Hille, 1971
- A. obesus Casey, 1895
- A. obscuripennis Pic, 1911
- A. owyhee Chandler, 1999
- A. pallens (LeConte, 1850)
- A. parviceps Casey, 1895
- A. scabricollis (LaFerté-Sénectère, 1847)
- A. scabridus (Krekich-Strassoldo, 1931)
- A. thoracinus Bonadona, 1989
- A. triplehorni Weissmann & Kondratieff, 1999
- A. tuberculatus Krekich-Strassoldo, 1928
- A. villiersi Pic, 1950
- A. werneri Weissmann & Kondratieff, 1999